# Flughafen DuBois–Jefferson County

i8
i11
i13
Der DuBois Regional Airport (früher DuBois–Jefferson County Airport; IATA-Code: DUJ, ICAO-Code: KDUJ) ist ein öffentlicher Flughafen für die allgemeine Luftfahrt, 10 km nördlich von DuBois im Clearfield County, Pennsylvania in den Vereinigten Staaten.

## Flughafendaten
Er hat eine Asphaltpiste mit 1677 m Länge und 30 m Breite. Die Fläche des Flughafens beträgt 161 ha. Die Seehöhe beträgt 554 m.

## Geschichte
Der erste Flug vom Dubois Regional Airport startete am 1. Juni 1960 mit einem Flug der Allegheny Airlines. Allegheny flog ab 1965 mit Convair CV-580 und Fairchild F-27, ab 1966 Douglas DC-9 über Philadelphia-Camden nach Pittsburgh und Washington D.C.
Allegheny Commuter flog ab 1979 mit de Havilland Canada DHC-6 Twin Otter nach Pittsburgh. Ab 1985 zusätzlich nach Franklin. Ab dem Jahr 1989 übernahm USAir Express die Strecken nach Franklin und Pittsburgh. USAir Express verwendete auf denselben Strecken neben de Havilland DHC-6 auch Shorts 330. Ab 1991 flogen American Eagle mit Shorts 360 nach Chicago und Waterloo, Iowa und Express Airlines I als Northwest Airlink, mit British Aerospace Jetstream 31, nach Minneapolis-Saint Paul und Waterloo.
Seit 4. Januar 2017 fliegt Southern Airways Express, im Rahmen des Essential Air Service, mit Cessna 208 Caravan nach Pittsburgh.
Seit dem Jahr 2021 steuert Southern Airways Express auch den Washington Dulles International Airport an.

## Flugbetrieb
Im Jahre 2022 fanden 6435 Flugbewegungen statt, davon 1411 lokale Bewegungen, 1620 Zwischenlandungen, 3394 Air-Taxi-Flüge, 174 Frachtflüge und 10 militärische Flüge. 13 einmotorige und 2 zweimotorige Flugzeuge waren 2022 hier stationiert. Es wurden 6200 Passagiere befördert.
Die wichtigsten Fluggesellschaften für den Flughafen sind Southern Airways Express, American Airlines und United Express.